# Vouarces
Vouarces est une commune française située dans le département de la Marne, en région Grand Est.
Ses habitants sont les Vouarciots et les Vouarciotes.

## Géographie
- 1Carte dynamique
- 2Carte OpenStreetMap
- 3Carte topographique
- 4Carte avec les communes environnantes

La commune est traversée par la Superbe.
| Marsangis         | Saint-Saturnin |          |
| Granges-sur-Aube  | Vouarces       | Boulages |
| Étrelles-sur-Aube |                |          |

### Hydrographie
La commune est dans la région hydrographique « la Seine de sa source au confluent de l'Oise (exclu) » au sein du bassin Seine-Normandie. Elle est drainée par l'Aube, la Superbe, le canal de la Noue de Barbara, la noue du Mesnil, l'Aube, divers bras de l'Aube et divers autres petits cours d'eau,.
L'Aube, d'une longueur de 249 km, prend sa source dans la commune de Auberive et se jette  dans la Seine à Marcilly-sur-Seine, après avoir traversé 82 communes. 
La Superbe, d'une longueur de 40 km, prend sa source dans la commune de Vassimont-et-Chapelaine et se jette  dans l'Aube à Boulages, après avoir traversé douze communes. Les caractéristiques hydrologiques de la Superbe sont données par la station hydrologique située sur la commune de Vouarces. Le débit moyen mensuel est de 1,58 m3/s. Le débit moyen journalier maximum est de 7,37 m3/s, atteint lors de la crue du 1er avril 1978. Le débit instantané maximal est quant à lui de 7,41 m3/s, atteint le même jour.
Le canal de la Noue de Barbara est un canal, chenal non navigable de 14 km qui relie Pleurs à la commune où il se jette dans la Superbe. 

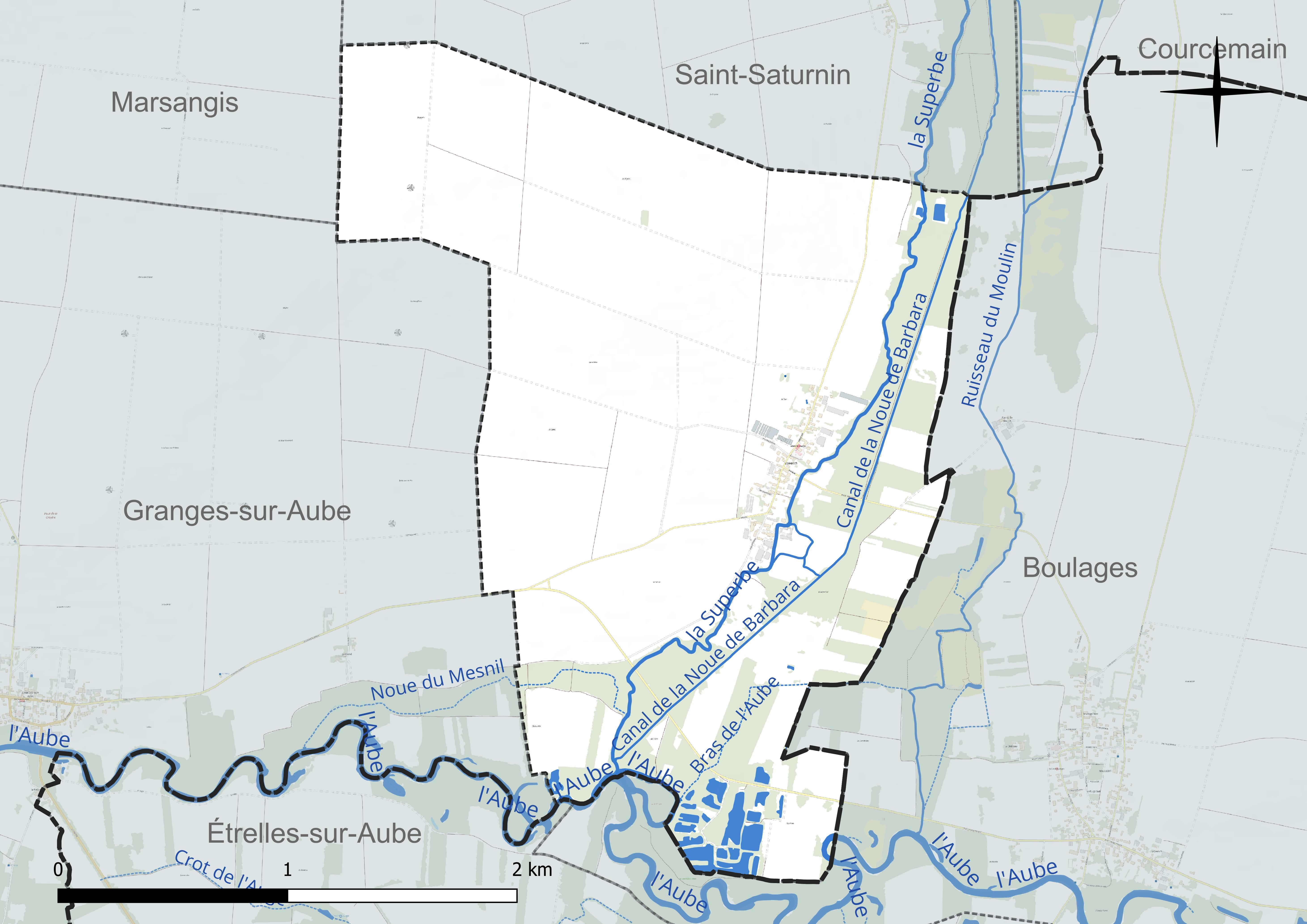
Réseau hydrographique de Vouarces.

### Climat
Pour des articles plus généraux, voir Climat du Grand Est et Climat de la Marne.
En 2010, le climat de la commune est de type climat océanique dégradé des plaines du Centre et du Nord, selon une étude du Centre national de la recherche scientifique s'appuyant sur une série de données couvrant la période 1971-2000. En 2020, Météo-France publie une typologie des climats de la France métropolitaine dans laquelle la commune est exposée à un climat océanique altéré et est dans la région climatique  Nord-est du bassin Parisien, caractérisée par un ensoleillement médiocre, une pluviométrie moyenne régulièrement répartie au cours de l’année et un hiver froid (3 °C). 
Pour la période 1971-2000, la température annuelle moyenne est de 10,5 °C, avec une amplitude thermique annuelle de 15,8 °C. Le cumul annuel moyen de précipitations est de 682 mm, avec 11 jours de précipitations en janvier et 7,5 jours en juillet. Pour la période 1991-2020, la température moyenne annuelle observée sur la station météorologique de Météo-France la plus proche, « Romilly », sur la commune de Romilly-sur-Seine à 15 km à vol d'oiseau, est de 11,2 °C et le cumul annuel moyen de précipitations est de 619,5 mm. 
La température maximale relevée sur cette station est de 42,3 °C, atteinte le 25 juillet 2019 ; la température minimale est de −25,2 °C, atteinte le 6 janvier 1971,,. 
Les paramètres climatiques de la commune ont été estimés pour le milieu du siècle (2041-2070) selon différents scénarios d'émission de gaz à effet de serre à partir des nouvelles projections climatiques de référence DRIAS-2020. Ils sont consultables sur un site dédié publié par Météo-France en novembre 2022.

## Urbanisme

### Typologie
Au 1er janvier 2024, Vouarces est catégorisée commune rurale à habitat dispersé, selon la nouvelle grille communale de densité à sept niveaux définie par l'Insee en 2022.
Elle est située hors unité urbaine et hors attraction des villes,.

### Occupation des sols
L'occupation des sols de la commune, telle qu'elle ressort de la base de données européenne d’occupation biophysique des sols Corine Land Cover (CLC), est marquée par l'importance des territoires agricoles (78,6 % en 2018), une proportion sensiblement équivalente à celle de 1990 (78,4 %). La répartition détaillée en 2018 est la suivante : 
terres arables (64,4 %), forêts (16,9 %), prairies (9,8 %), zones agricoles hétérogènes (4,3 %), eaux continentales (3,3 %), zones humides intérieures (1,1 %). L'évolution de l’occupation des sols de la commune et de ses infrastructures peut être observée sur les différentes représentations cartographiques du territoire : la carte de Cassini (XVIIIe siècle), la carte d'état-major (1820-1866) et les cartes ou photos aériennes de l'IGN pour la période actuelle (1950 à aujourd'hui).

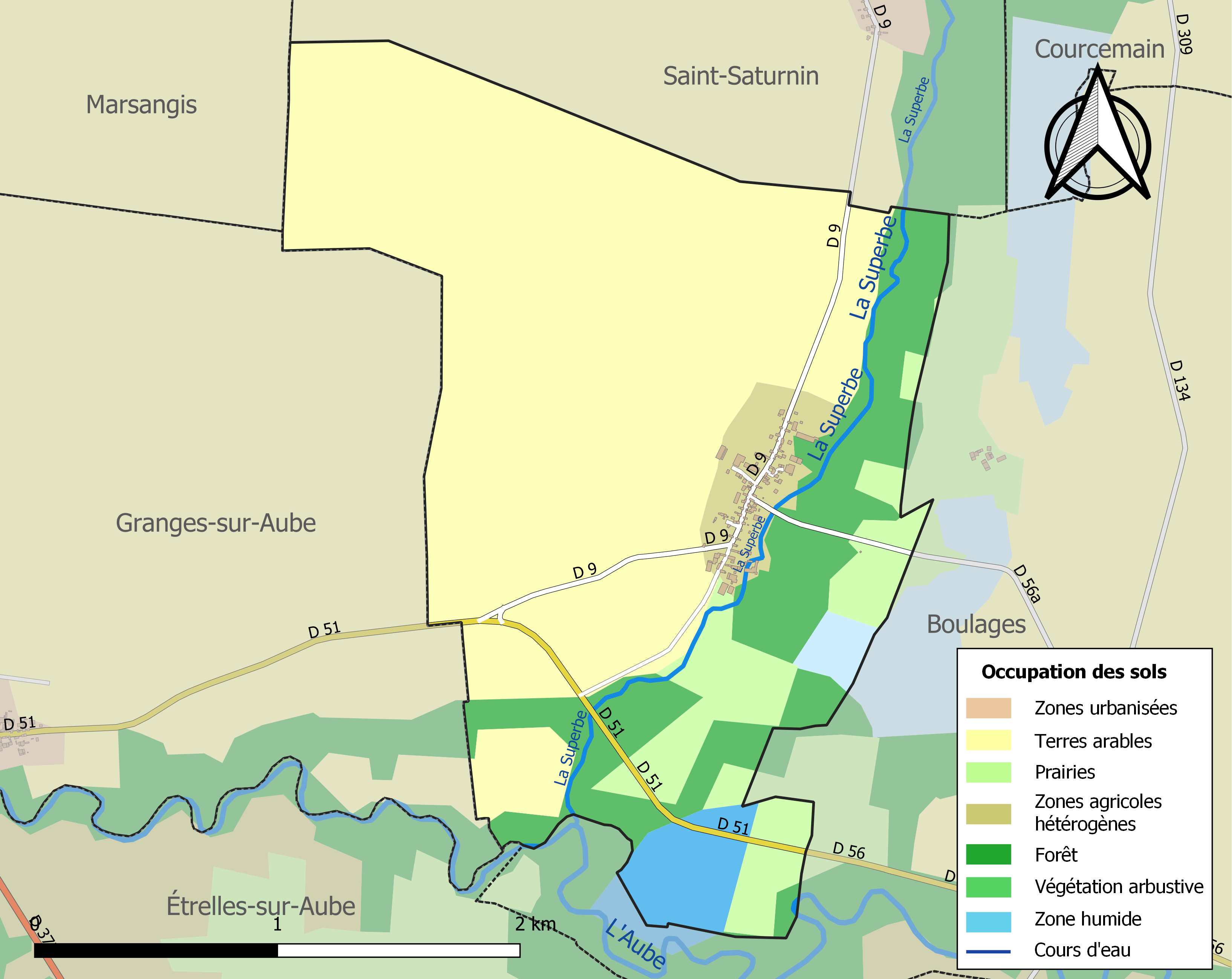
Carte des infrastructures et de l'occupation des sols de la commune en 2018 (CLC).

## Toponymie
Le nom de la localité est attesté sous les formes Waarcia, Warcia (1110) ; Waarcia (1128) ; Guiarcia (1135) ; Gaarce (1174) ; Guarcia (1179) ; Wiarce (vers 1222) ; Warce (1230) ; Warces (vers 1252) ; Varce (vers 1274) ; Varcia (1381) ; Varsia (1467) ; Wase (1571) ; Ouarces (1581) ; Vuarce (1600) ; Vouarce (1728) ; Wouarces (XVIIIe siècle) ; Wouarce, Woartia (1784).

Pourrait être Twalch[Quoi ?]  « ivraie » avec suffixe -ia, « le lieu où l'on trouve beaucoup d'ivraies ».

## Politique et administration
| Période                                  | Période                      | Identité           | Étiquette | Qualité                         |
| ---------------------------------------- | ---------------------------- | ------------------ | --------- | ------------------------------- |
| Les données manquantes sont à compléter. |                              |                    |           |                                 |
| avant 1995                               | 1995                         | Christiane Belleau | DVD       |                                 |
| 1995                                     | En cours (au 4 juillet 2014) | Jean-Luc Hatat     |           | Réélu pour le mandat 2014-2020, |

## Démographie
L'évolution du nombre d'habitants est connue à travers les recensements de la population effectués dans la commune depuis 1793. Pour les communes de moins de 10 000 habitants, une enquête de recensement portant sur toute la population est réalisée tous les cinq ans, les populations de référence des années intermédiaires étant quant à elles estimées par interpolation ou extrapolation. Pour la commune, le premier recensement exhaustif entrant dans le cadre du nouveau dispositif a été réalisé en 2007.

En 2022, la commune comptait 61 habitants, en évolution de −6,15 % par rapport à 2016 (Marne : −1,19 %, France hors Mayotte : +2,11 %).
| 1793 | 1800 | 1806 | 1821 | 1831 | 1836 | 1841 | 1846 | 1851 |
| ---- | ---- | ---- | ---- | ---- | ---- | ---- | ---- | ---- |
| 190  | 170  | 165  | 137  | 190  | 187  | 170  | 159  | 146  |

| 1856 | 1861 | 1866 | 1872 | 1876 | 1881 | 1886 | 1891 | 1896 |
| ---- | ---- | ---- | ---- | ---- | ---- | ---- | ---- | ---- |
| 147  | 141  | 138  | 150  | 156  | 135  | 136  | 132  | 133  |

| 1901 | 1906 | 1911 | 1921 | 1926 | 1931 | 1936 | 1946 | 1954 |
| ---- | ---- | ---- | ---- | ---- | ---- | ---- | ---- | ---- |
| 113  | 122  | 115  | 113  | 133  | 116  | 117  | 96   | 97   |

| 1962 | 1968 | 1975 | 1982 | 1990 | 1999 | 2006 | 2007 | 2012 |
| ---- | ---- | ---- | ---- | ---- | ---- | ---- | ---- | ---- |
| 89   | 81   | 75   | 60   | 63   | 63   | 60   | 59   | 73   |

| 2017 | 2022 | - | - | - | - | - | - | - |
| ---- | ---- | - | - | - | - | - | - | - |
| 60   | 61   | - | - | - | - | - | - | - |

## Culture et patrimoine

### Lieux et monuments

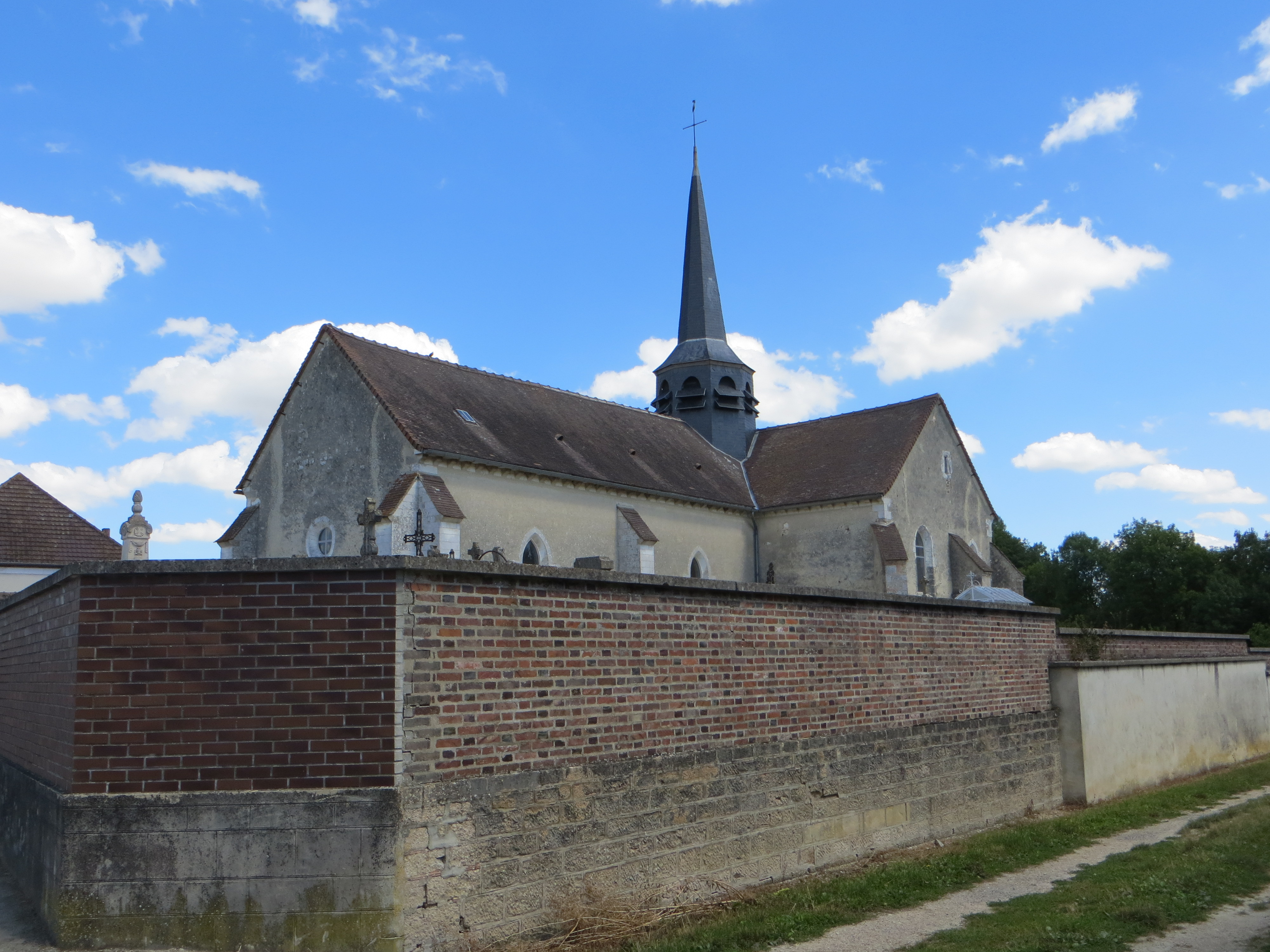
Église Saint-Pierre-Saint-Paul

Dans l'église Saint-Pierre-Saint-Paul, on trouve une statue d'une personne en tunique bleue avec un manteau rouge, portant un vase, datant du XVe siècle. Elle est classée monument historique depuis 1948.